# Zwareladingschip
Een zwareladingschip of heavyliftschip is een schip dat speciaal gebouwd is voor het transport van zeer grote of zware voorwerpen die door hun omvang of gewicht niet door andere schepen vervoerd kunnen worden.

## Typen zwareladingschepen
De schepen zijn onderverdeeld in vier hoofdcategorieën op basis van hun uiterlijke kenmerken en hun doellading:
- Conventionele zwareladingschepen, gekenmerkt door kranen (vaak twee of meer) met een hoog hijsvermogen die in tandem of alleen werken.[2][3]
- Half-afzinkbare schepen. Deze kunnen hun dek onder water laten lopen door middel van ballasttanks te vullen om zo hun goederen te kunnen laden of lossen (float on/float off).[4]
  - Dokschepen. Deze schepen kunnen hun achterschip laten inzinken, waardoor kleinere schepen via een opening in de achtersteven kunnen binnenvaren.
- Opendekschepen. Deze schepen zijn qua uiterlijk niet heel afwijkend van half-afzinkbare schepen, met als verschil dat zij niet kunnen afzinken, zodat de lading er meestal wordt opgerold.

## Lading
In de maritieme economie wordt een zware lading gedefinieerd als elk goed dat niet in een zeecontainer past, omdat het groter is dan 40 × 80 × 8,5 voet of meer weegt dan 26 ton. Hierin zijn drie categorieën lading:
- Industriële ladingen
- Lading met betrekking tot offshore
- Het vervoer van kleinere schepen waar het goedkoper en veiliger is om transport uit te voeren door een zwareladingschip

Voorbeelden van ladingen:
- onderdelen voor grote machines (turbines, hijskranen, graansilo's e.d.)
- olieplatformen, boorplatformen hefplatform en (tunnel)boren, zoals voor de Kanaaltunnel[6]
- plezierjachten voor transport over een grote afstand
- niet-standaardladingen zoals binnenschepen en treinlocomotieven

## Fotogalerij

Zwareladingschepen
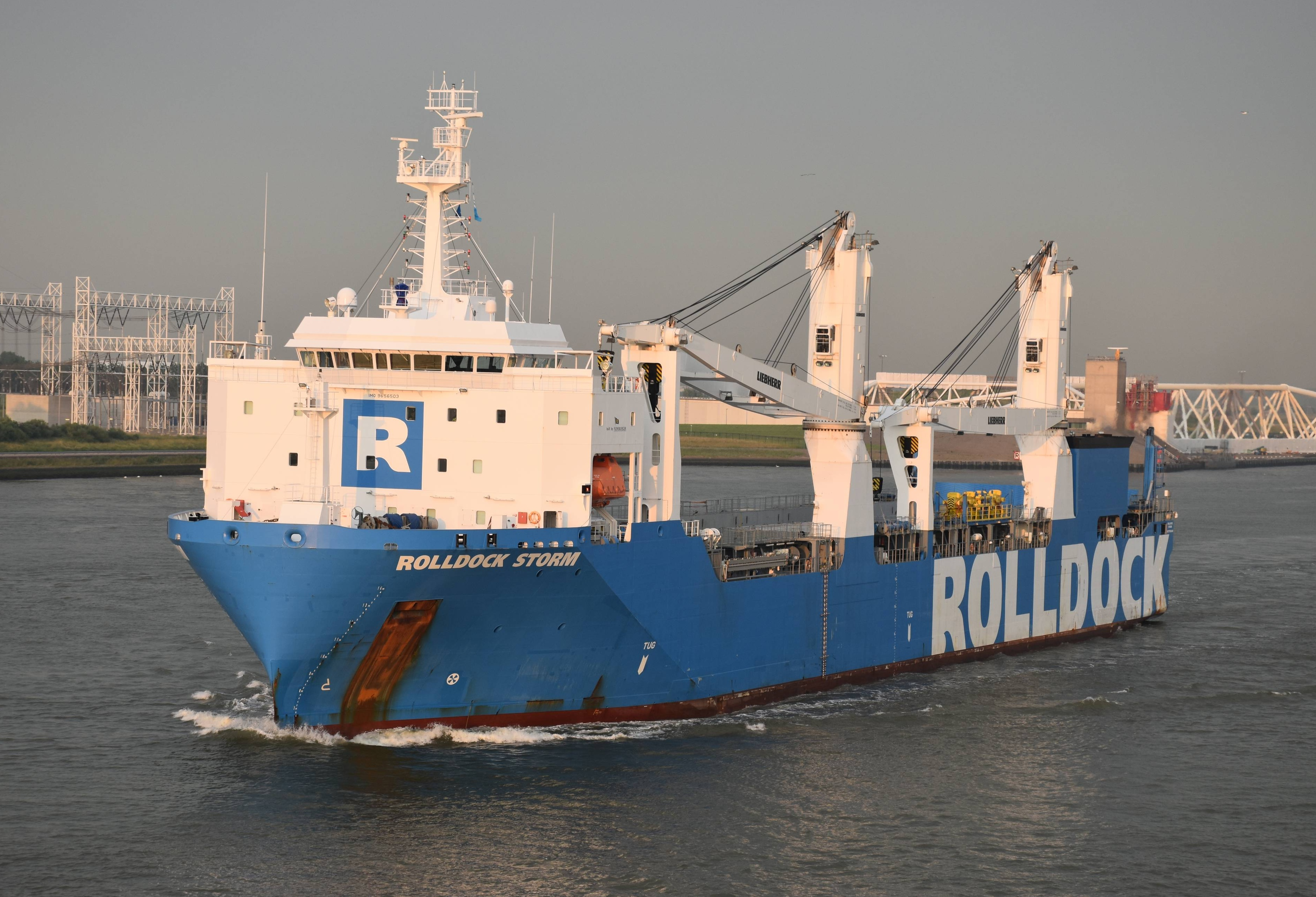
De Rolldock Storm uitgaand op de Nieuwe Waterweg
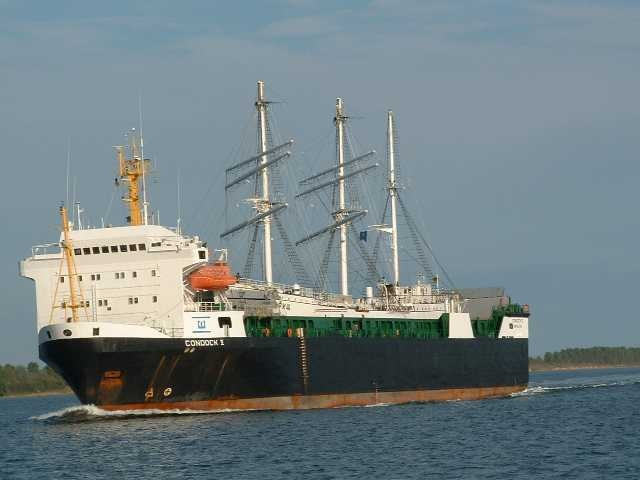
Het dokschip Condock V met daarin het zeilschip Gorch Fock
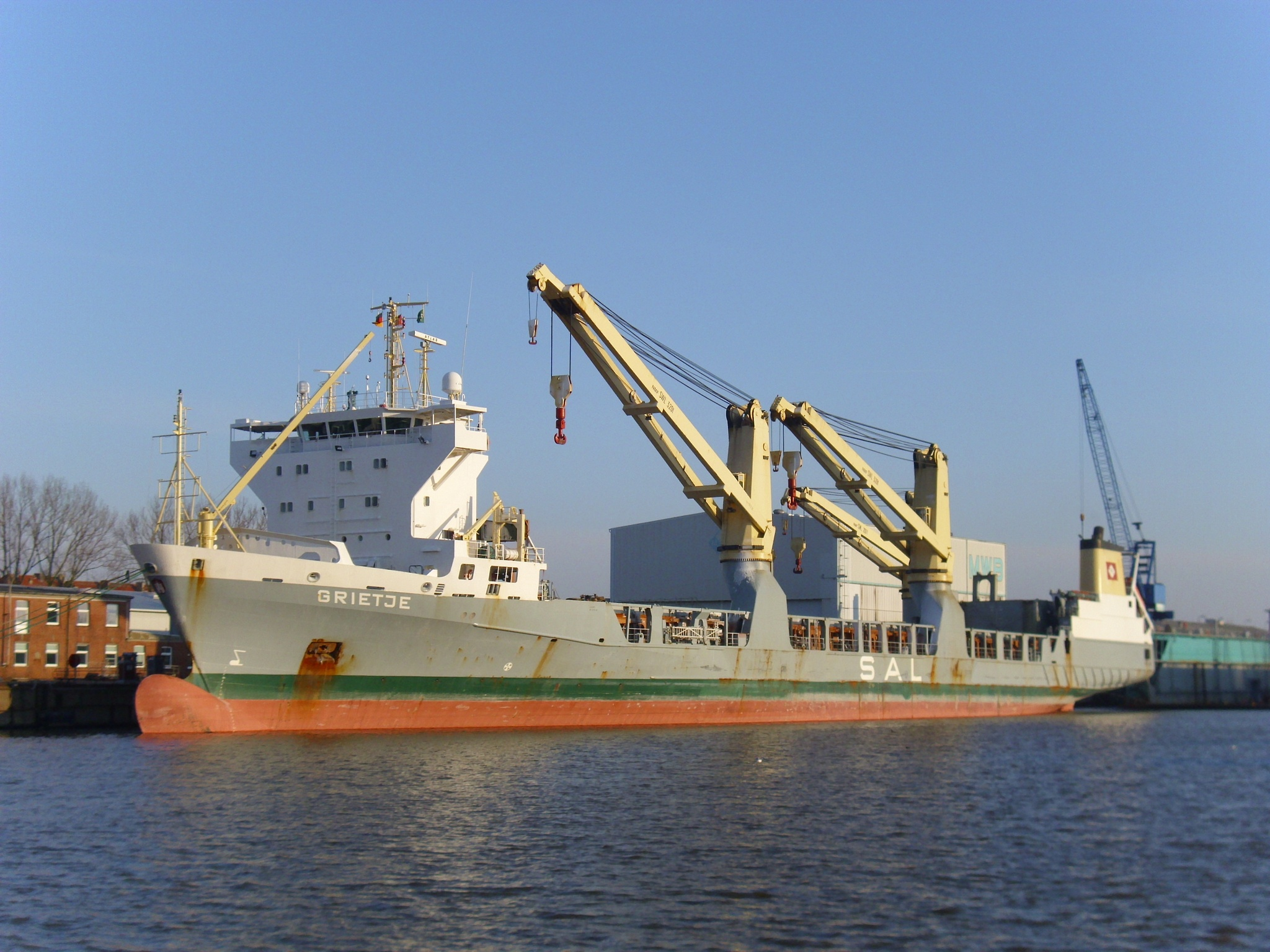
Grietje, een conventioneel zwareladingschip aangemeerd in Bremerhaven
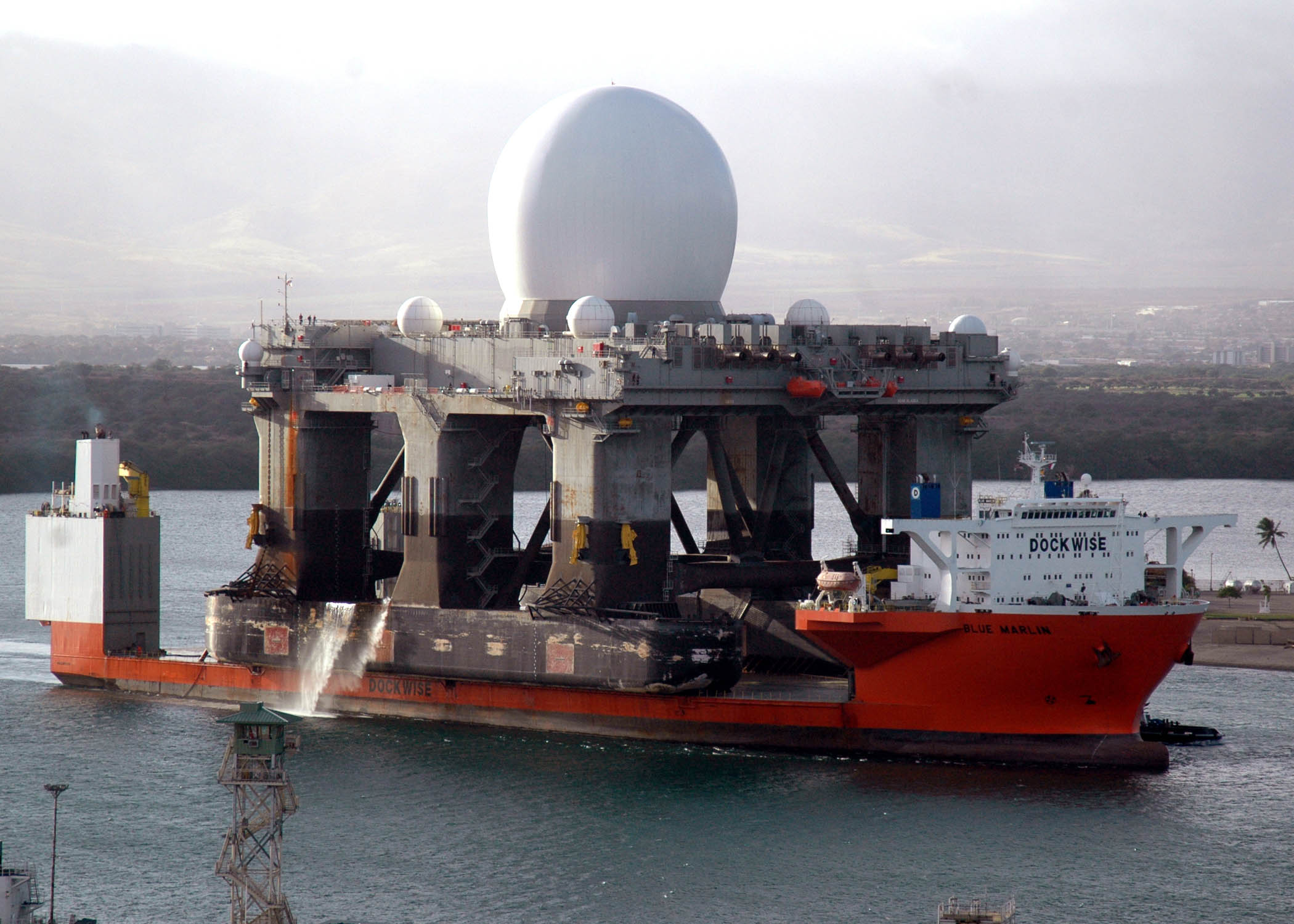
Het halfafzinkbaar schip Blue Marlin transporteert een drijvend radarstation
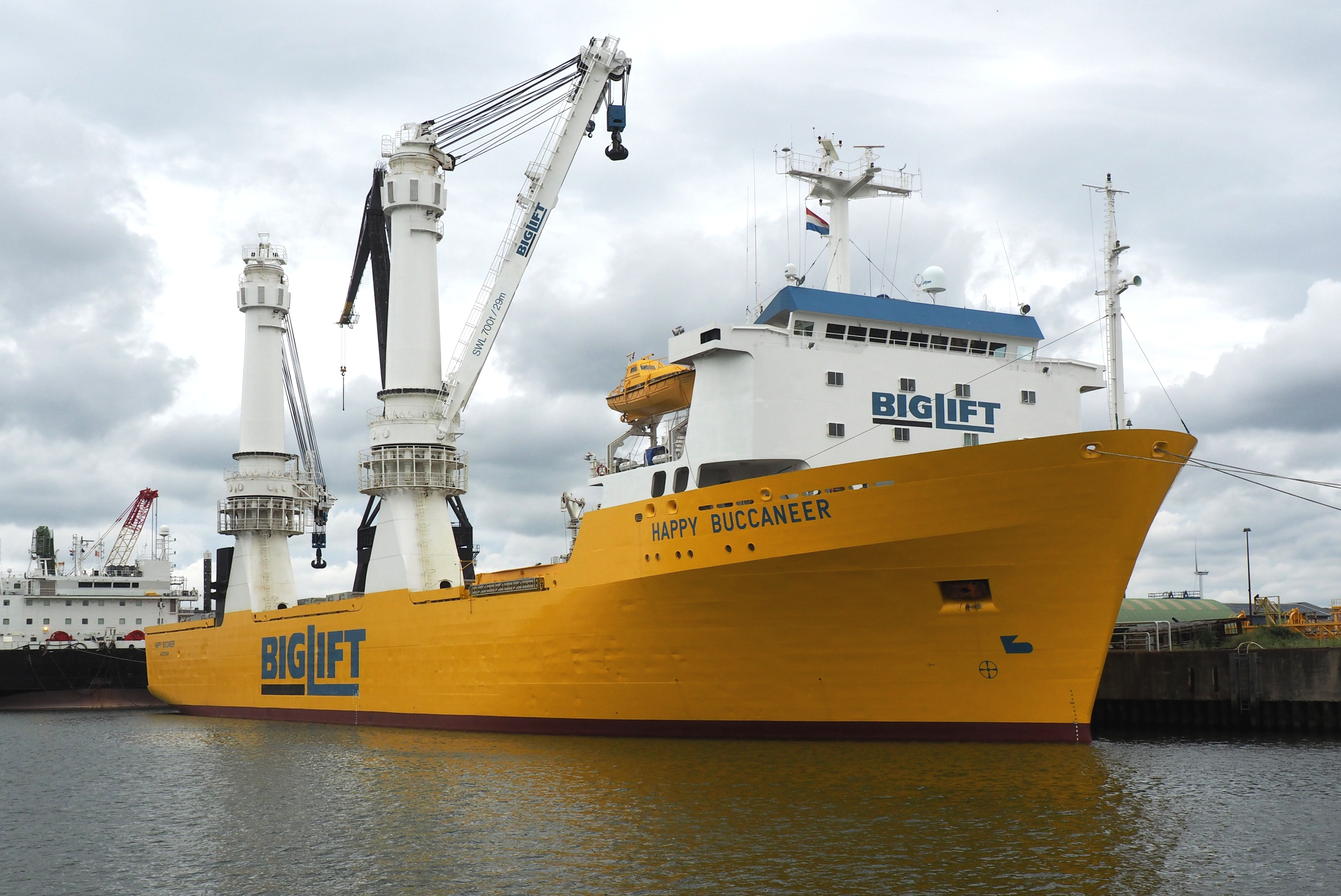
De Happy Buccaneer gemeerd in de haven van Rotterdam